# Sobór Kazańskiej Ikony Matki Bożej w Moskwie
Sobór Kazańskiej Ikony Matki Bożej (ros. Собо́р Каза́нской ико́ны Бо́жией Ма́тери) – prawosławny sobór w Moskwie położony na rogu placu Czerwonego, u wylotu ulicy Nikolskiej, w historycznej dzielnicy Kitaj-gorod.

## Historia
Nie wiadomo, kiedy na miejscu dzisiejszej cerkwi powstał pierwszy prawosławny budynek sakralny – pierwsza wzmianka o istnieniu w tym miejscu cerkwi pochodzi z 1625. Była zbudowana z drewna i ufundowana przez księcia Dymitra Pożarskiego. Spłonęła jednak 10 lat później i na jej miejscu car Michał I wzniósł nową, murowaną cerkiew, poświęconą w 1637. Przechowywano w niej Kazańską Ikonę Matki Bożej, otaczaną w Rosji wielkim kultem, gdyż ćwierć wieku wcześniej towarzyszyła ona księciu Dmitrijowi Pożarskiemu w jego zwycięskiej kampanii przeciwko okupującym Moskwę Polakom.
W 1801 obok cerkwi została wzniesiona dzwonnica, która została podwyższona kolejno w 1805 i w 1865. W 1918, w czasie nabożeństwa w budynku, patriarcha Tichon poinformował wiernych o śmierci zdetronizowanego cara Mikołaja II, jego żony Aleksandry i dzieci. W latach 1925–1930 cerkiew była remontowana. 
W 1936 władze stalinowskie zdecydowały o zniszczeniu obiektu i wzniesieniu na jego miejscu publicznej toalety. Sobór został odbudowany dopiero po upadku ZSRR, w latach 1990–1993, ze wsparciem finansowym merostwa Moskwy. Ponownej konsekracji świątyni dokonał patriarcha Aleksiej II w obecności prezydenta Borysa Jelcyna i mera Moskwy Jurija Łużkowa. 

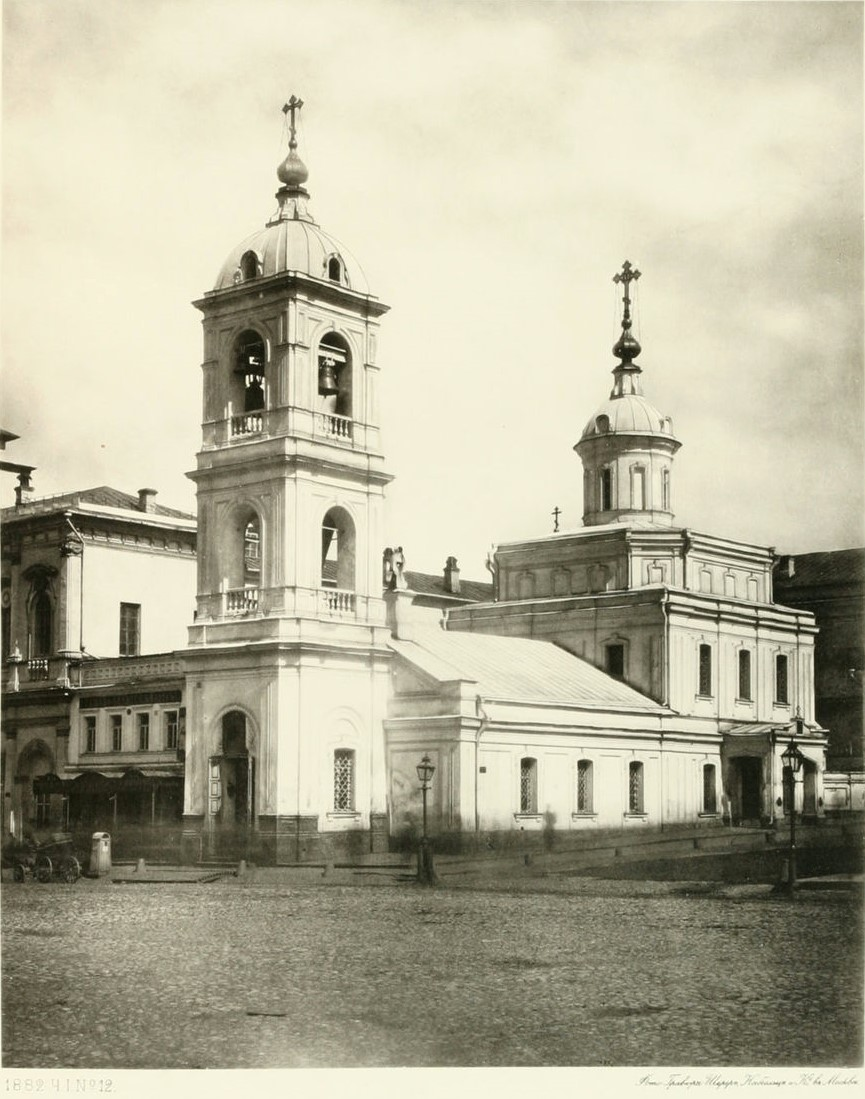
Wygląd świątyni w 1882
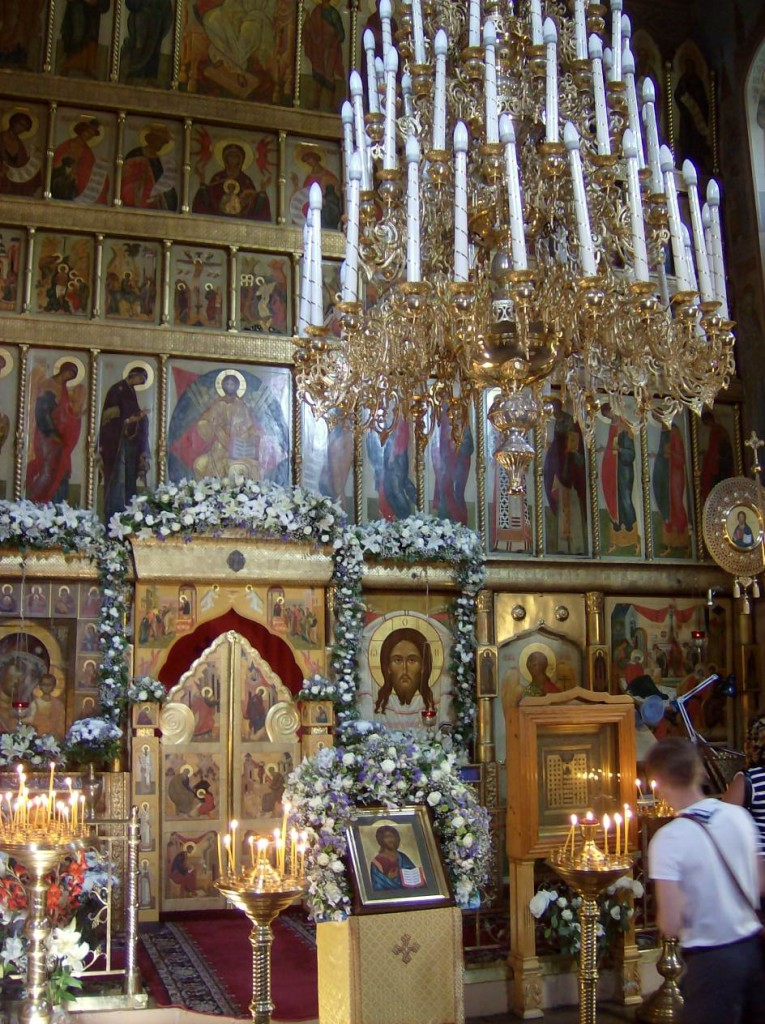
Wnętrze